# My Cherie Amour
«My Cherie Amour» ― песня 1969 года американского певца и автора песен Стиви Уандера с его одиннадцатого одноименного альбома. Первоначально она была записана в период с конца 1967 по начало 1968 года, а выпущена только в начале 1969 года.

## История
Песня первоначально называвшаяся «Oh, My Marsha», была написана о девушке Уандера, когда он учился в Мичиганской школе для слепых в Лансинге, штат Мичиган. Все инструменты песни (за исключением рожков и струнных) были записаны 8 ноября 1967 года. Вокал Уандера был добавлен 15 января 1968 года. Песня заняла 4-е место в чартах Billboard pop и R&B singles в июле 1969 года. Уандер также выпустил испанскую и итальянскую версии песни.

## Чарты
| Чарт (1969)                             | Высшая позиция |
| --------------------------------------- | -------------- |
| Canada Top Singles (RPM)                | 14             |
| Canada Adult Contemporary (RPM)         | 14             |
| Ireland (IRMA)                          | 9              |
| UK Singles (Official Charts Company)    | 4              |
| США (Billboard Hot 100)                 | 4              |
| US Billboard Easy Listening             | 3              |
| US Billboard Hot Rhythm & Blues Singles | 4              |
| US Cash Box Top 100                     | 3              |

| Чарт (1969)            | Позиция |
| ---------------------- | ------- |
| Canada                 | 97      |
| U.S. Billboard Hot 100 | 32      |
| U.S. R&B (Billboard)   | 46      |
| U.S. Cash Box Top 100  | 52      |